# آینده ذهن
آینده ذهن (به انگلیسی: The Future of the Mind) یک کتاب علمی به زبان ساده نوشتهٔ فیزیک‌دان میچیو کاکو است که ۲۵ فوریهٔ ۲۰۱۴ میلادی توسط دابل‌دی منتشر شد و در ماه مارس همان سال در فهرست کتاب‌های پرفروش نیویورک تایمز رتبهٔ اول را در بخش کتب غیرداستانی کسب کرد. موضوع این کتاب دربارهٔ ارتباط بین مغز و کامپیوتر و نحوه نگرش مغز انسان نسبت به موضوعات است.
ترجمهٔ فارسی کتاب در سال ۱۳۹۳ خورشیدی از سوی انتشارات مازیار منتشر شد. کتاب همچنین در سال ۲۰۱۵ به عبری ترجمه شد.